# Cuba ai Giochi della VIII Olimpiade
Cuba partecipò ai Giochi della VIII Olimpiade, svoltisi a Parigi dal 4 maggio al 27 luglio 1924,  
con una delegazione di 9 atleti impegnati in 2 discipline.
senza aggiudicarsi medaglie.